# Emilio Pizzi
Pour les articles homonymes, voir Pizzi.
Emilio Pizzi, né le 1er février 1861 à Vérone et mort le 27 novembre 1940 à Milan, est un compositeur italien.

## Biographie
Emilio Pizzi fait ses premières études musicales à l'Instituto musicale de Bergame ainsi qu'au Conservatoire Giuseppe-Verdi de Milan, étudiant avec Amilcare Ponchielli et Antonio Bazzini. En 1885, il reçoit un premier prix pour son opéra Lina. En 1897, il est nommé directeur de l'Instituto musicale. À partir de 1900, il séjourne à Londres.

## Œuvres

### Opéras
- Lina (1885)
- Guglielmo Ratcliff (création : Bologne, 31 octobre 1889)
- Gabriella (création : Boston, 25 novembre 1893, avec Adelina Patti dans le rôle titre)
- La Rosalba (création : Turin, 31 mai 1899)
- Vendetta (création allemande : Cologne, 1er décembre 1906 ; création italienne, sous le titre Ivania : Bergame, 14 septembre 1926)
- Bric-à-Brac Will, opéra-comique en anglais (création : Londres, 1895)

### Musique chorale
- Messe solennelle, pour solistes, chœur et orchestre
- Requiem

### Musique vocale
Plusieurs mélodies.

### Musique instrumentale
Plusieurs pièces pour violon et pour piano.